# Maksym Radziwill
Maksym Radziwill é um matemático canadense de origem russa, que trabalha com teoria analítica dos números.
Radziwill obteve um doutorado em 2013 na Universidade Stanford, orientado por Kannan Soundararajan, com a tese Zero-distribution and size of the Riemann zeta-function on the critical line. No pós-doutorado esteve no Instituto de Estudos Avançados de Princeton. Esteve no Centre de Recherches Mathématiques e na Universidade Rutgers. É professor assistente da Universidade McGill.
No início da carreira matemática trabalhou com a função zeta de Riemann. Recebeu o Prêmio SASTRA Ramanujan de 2016 com Kaisa Matomäki, concedido pela publicação Multiplicative functions in short intervals de 2016. 
Em 2018 recebeu o Prêmio Coxeter–James e o Prêmio Ribenboim.

## Publicações selecionadas
- com K. Matomäki: Multiplicative functions in short intervals. In: Annals of Mathematics. Volume 183, 2016, p. 1015–1056, Arxiv.
- com K. Matomäki, Terence Tao: An averaged form of Chowla´s conjecture. In: Algebra & Number Theory. Volume 9, 2015, p. 2167–2196, Arxiv.